# Sven Ericsson
Sven Edvard Ericsson, född 20 mars 1921 i Sundsvall, död 24 februari 2004 i Stockholm, var en svensk skådespelare.
Ericsson debuterade 1945 i Anders Henriksons Blod och eld och kom att medverka i totalt 24 filmer fram till 1958.

## Filmografi
- 1945 – Blod och eld
- 1946 – Djurgårdskvällar
- 1946 – 91:an Karlsson. "Hela Sveriges lilla beväringsman"
- 1946 – Pengar - en tragikomisk saga
- 1947 – Tappa inte sugen
- 1947 – Det kom en gäst
- 1947 – 91:an Karlssons permis
- 1947 – Krigsmans erinran
- 1947 – Sången om Stockholm
- 1947 – Maria
- 1947 – Människor i stad
- 1947 – Dynamit
- 1947 – Lata Lena och blåögda Per
- 1948 – Solkatten
- 1949 – Smeder på luffen
- 1949 – Lång-Lasse i Delsbo
- 1950 – Regementets ros
- 1951 – Talande tråden
- 1951 – 91 Karlssons bravader
- 1951 – Spöke på semester
- 1952 – Flyg-Bom
- 1952 – 69:an, sergeanten och jag
- 1956 – Flickan i frack
- 1958 – Den store amatören

## Teater

### Roller (ej komplett)
| År   | Roll                  | Produktion         | Regi         | Teater      |
| ---- | --------------------- | ------------------ | ------------ | ----------- |
| 1950 | Andre svartabörshajen | Dafne James Bridie | Ernst Eklund | Vasateatern |